# Roche-lez-Beaupré
Roche-lez-Beaupré é uma comuna francesa na região administrativa de Borgonha-Franco-Condado, no departamento de Doubs. Estende-se por uma área de 5,63 km². Em 2010 a comuna tinha 2 166 habitantes (densidade: 384,7 hab./km²).